# Đurđevača
Đurđevača ili majska kolobarnica (Calocybe gambosa) jestiva je vrsta gljive porodice Lyophyllaceae. Jestiva je vrsta, i u Italiji, gdje je nazivaju marzolino, se vrlo često jede. Prije je svrstavana u veliki rod Tricholoma i još uvijek se u nekoj literaturi naziva T. gambosum.

## Opis
Klobuk je 4 do 10 cm širok, konveksan, potom raširen s vijugavim obodom. Blijedožute je boje, debeo, mesnat. Na tjemenu je pod starost ispucan. Listići su blijedi i tanki. Vrlo su gusti i pred stručkom su izrezani. Stručak je visine 5-8 cm bijele boje. Cilindričnog je oblika, vlaknast i pun. Meso je bijelo i dobrog okusa. 
Spore su bijele boje, eliptičnog oblika 5-7x3-4 µm.
Đurđevača raste u skupinama uz rubove šuma i pod grmljem. Pojavljuje se već u rano proljeće do kraja svibnja, a ponekada u jesen.

## Slične vrste
U isto doba godine raste i žuta forma ove vrste, koja je također jestiva. Zamjena s otrovnim gljivama je nemoguća ako se obraća pažnja na gore navedene značajke.

## Vanjske poveznice

### Sestrinski projekti
|  | Zajednički poslužitelj ima stranicu o temi Calocybe gambosa    |
|  | Zajednički poslužitelj ima još gradiva o temi Calocybe gambosa |